# Kristin Sandberg
Kristin Sandberg (x, 23 de marzo de 1972) es una exfutbolista noruega que se desempeñaba como delantera. Representó a Noruega de 1994 a 1995 y se consagró campeona del mundo en Suecia 95.

## Carrera
Jugó para el Asker Fotball y se convirtió en la máxima goleadora de la temporada 1994 con 24 anotaciones.
Ganó la Toppserien de 1991, 1992, 1998 y 1999. Además obtuvo la Copa de Noruega Femenina de 1991, 2000 y 2005.

## Selección nacional
Representó a las selecciones sub-17 (disputó tres juegos y anotó un gol) y sub-20, donde jugó diez partidos y marcó tres goles.
En 1994 Even Pellerud la convocó a la selección absoluta por vez primera y debutó contra la poderosa Alemania. En total jugó 31 partidos y anotó 16 goles.
Disputó la Eurocopa Femenina 1995 y marcó un gol en la semifinal ante Suecia. Esta fue su última participación internacional, ya que no volvió a ser convocada.

### Participaciones en Copas del Mundo
Pellerud la llevó a Suecia 95, donde jugó los tres partidos de la fase de grupos y anotó un triplete en la victoria 8-0 contra Nigeria.
| Mundial                                 | Sede   | Resultado | PJ | Goles |
| --------------------------------------- | ------ | --------- | -- | ----- |
| Copa Mundial Femenina de Fútbol de 1995 | Suecia | Campeona  | 3  | 3     |